# ゴースト・ブレーカーズ
『ゴースト・ブレーカーズ』（The Ghost Breakers）は、1940年に公開されたアメリカ合衆国のミステリ・ホラー・コメディ映画。監督はジョージ・マーシャル、主演はボブ・ホープとポーレット・ゴダード。ポール・ディッキーとチャールズ・ゴダードによる同名戯曲（1909年）の3度めの映画化。
『凸凹お化け騒動』（1941年）、『凸凹フランケンシュタインの巻』（1948年）、それに本作と同じボブ・ホープとポーレット・ゴダード主演の『猫とカナリヤ』（1939年）とともにハリウッドのホラーコメディ映画の古典とみなされている。
日本では劇場未公開。2016年にブロードウェイからDVDがリリースされた。

## あらすじ
メアリー・カーターは、キューバのブラック島にあるマルディト城を相続した。この城が呪われているとうわさされる中、メアリーはラモン・マデロスからジェフ・モンゴメリーという人物にこの城を売っていけないという忠告を受ける。
一方、ラジオ・スターのラリー・ローレンスは、番組で揶揄したギャングのフレンチーからマンハッタンのホテルに来いとの連絡を受ける。用心のため、拳銃を持って指定の部屋に行くと、同じ階にいたラモンが何者かによって射殺される。自分が発砲したと勘違いしたローレンスは、メアリーの部屋に逃げ込む。警察が来たためトランクの中に隠れたら、トランクごとそのまま港に運ばれ、キューバ行きの船に乗せられ、執事のアレックスが追いかける。
その後、ローレンスは同じ船に乗っていたメアリーと再会する。メアリーは、キューバに向かっていたことが判明する。そこへパラダ弁護士が現れ、ジェフが城を買いたいと申し出ていると告げる。
城に着いたローレスたちは幽霊を目撃し、ゾンビのような管理人に襲われる。パラダ弁護士は何者かに殺される。パイプオルガンに仕掛けがあって、暗号を解いて演奏すると地下への隠し扉が開く。城の地下には鉱脈があり、ジェフがそれを狙っていたことが判明する。

## キャスト
- ラリー・ローレンス：ボブ・ホープ
- メアリー・カーター：ポーレット・ゴダード
- アレックス：ウィリー・ベスト（英語版）
- ジェフ・モンゴメリー：リチャード・カールソン
- パラダ弁護士：ポール・ルーカス
- ラモン・マデロス/フランシス・マデロス：アンソニー・クイン
- ハベス領事：ペドロ・デ・コルドバ（英語版）
- 管理人：ノーブル・ジョンソン（英語版）
- 管理人の母：ヴァージニア・ブリサック（英語版）
- ラスピー・ケリー：トム・デューガン
- フレンチー・デュバル：ポール・フィックス
- マーティン：ロイド・コリガン
- インターン：ロバート・ライアン - クレジットなし

## 戯曲の映画化
ポール・ディッキーとチャールズ・ゴダードによる戯曲『The Ghost Breaker』はそれまでに2度パラマウントで映画化されている。最初の映画化は『The Ghost Breaker』（1914年）。監督はセシル・B・デミルで主演はH・B・ワーナー。2度目の映画化は『The Ghost Breaker』（1922年）。監督はアルフレッド・E・グリーン、主演はウォーレス・リード。ともにサイレント映画でフィルムは存在しないと考えられている。
本作の監督ジョージ・マーシャルが後に撮った底抜けコンビ（ディーン・マーティンとジェリー・ルイス）主演の『底抜けびっくり仰天』（1953年）はこの映画のリメイクである。
さらに本作はラジオドラマ化もされている。1949年放送の『Screen Directors Playhouse』でボブ・ホープが映画と同じ役を、シャーリー・ミッチェルがメアリー役を演じた。ホープは1951年6月14日放送の1時間版にも出演した。

## 評価
批評家には概ね好評だった。『ニューヨーク・タイムズ』紙のボズレー・クラウザーは、「パラマウントは鉱脈を掘り当てたようだ。1つのシーンで観客に恐怖と爆笑を同時に与える方法を発見したのだ」と評した。